# هر مارتین ریو
هر مارتین ریو (به فرانسوی: Any-Martin-Rieux) یک کمون در فرانسه است که در ان (ا-دو-فرانس) واقع شده‌است. هر مارتین ریو ۱۷٫۷۳ کیلومتر مربع مساحت دارد ۲۰۷ متر بالاتر از سطح دریا واقع شده‌است.